# Лейзен, Митчелл
Митчелл Лейзен (англ. Mitchell Leisen, 6 октября 1898 — 28 октября 1972) — американский кинорежиссёр, сценарист, продюсер, арт-директор и художник по костюмам.

## Биография
Он вошёл в киноиндустрию в 1920 году, работая художником-постановщиком и художником по костюмам. Он снял свой первый фильм «Колыбельная» в 1933 году и стал известен эстетическими голливудскими мелодрамами и эксцентрическими комедиями.
Когда его карьера в кино закончилась, Лейзен стал режиссёром нескольких эпизодов сериалов «Сумеречная зона». Он также купил ночной клуб.
Лейзен умер от болезни сердца 28 октября 1972 года, в возрасте 74 лет. Его могила находится в часовне Pines Crematory.

## Избранная фильмография

### Режиссёр
- 1933 — Колыбельная / Cradle Song
- 1934 — Болеро / Bolero
- 1934 — Смерть берёт выходной / Death Takes a Holiday
- 1934 — Убийство от тщеславия / Murder at the Vanities
- 1935 — Руки на столе / Hands Across the Table
- 1936 — Большое радиовещание в 1937 году / The Big Broadcast of 1937
- 1937 — Взлёты и падения / Swing High, Swing Low
- 1937 — Лёгкая жизнь / Easy Living
- 1938 — Большое радиовещание в 1938 году / The Big Broadcast of 1938
- 1938 — Художники и модели за границей / Artists and Models Abroad
- 1939 — Полночь / Midnight
- 1940 — Запомни ночь / Remember the Night
- 1940 — Воскресни, любовь моя / Arise, My Love
- 1941 — Мне нужны крылья / I Wanted Wings
- 1941 — Задержите рассвет / Hold Back the Dawn
- 1941 — Так хочет леди / The Lady Is Willing
- 1942 — Возьми письмо, дорогая / Take a Letter, Darling
- 1943 — Не время для любви / No Time for Love
- 1944 — Леди в ночи / Lady in the Dark
- 1944 — Бухта пирата / Frenchman’s Creek
- 1944 — Почти твоя / Practically Yours
- 1945 — Китти / Kitty
- 1945 — Маскарад в Мехико / Masquerade in Mexico
- 1946 — Каждому своё / To Each His Own
- 1947 — Внезапно пришла весна / Suddenly It’s Spring
- 1947 — Золотые серьги / Golden Earrings
- 1947 — Мечтательница / Dream Girl
- 1949 — Невеста мести / Bride of Vengeance
- 1950 — Капитан Кари, США / Captain Carey, U.S.A.
- 1950 — Не её мужчина / No Man of Her Own
- 1951 — Брачный сезон / The Mating Season
- 1951 — Дорогая, как ты могла! / Darling, How Could You!
- 1952 — Молодой человек с идеями / Young Man with Ideas
- 1953 — Сегодня вечером мы поём / Tonight We Sing
- 1955 — Зачарованный / Bedevilled
- 1957—1965 — Караван повозок / Wagon Train
- 1958—1961 — Сказки Ширли Темпл / Shirley Temple’s Storybook
- 1958 — Самая подходящая девушка / The Girl Most Likely
- 1959—1964 — Сумеречная зона / The Twilight Zone
- 1959—1962 — Райские приключения / Adventures in Paradise
- 1960—1962 — Триллер / Thriller
- 1966—1967 — Девушка от Д.Я.Д.И. / The Girl from U.N.C.L.E.

### Сценарист
- 1950 — Не её мужчина / No Man of Her Own (в титрах не указан)

### Продюсер
- 1940 — Запомни ночь / Remember the Night
- 1941 — Так хочет леди / The Lady Is Willing
- 1942 — Возьми письмо, дорогая / Take a Letter, Darling
- 1943 — Не время для любви / No Time for Love
- 1944 — Почти твоя / Practically Yours
- 1945 — Китти / Kitty

### Художник
- 1921 — Запретный плод / Forbidden Fruit (по костюмам)
- 1922 — Субботний вечер / Saturday Night
- 1922 — Робин Гуд / Robin Hood (по костюмам)
- 1923 — Розита / Rosita
- 1923 — Сватовство Майлза Стэндиша / The Courtship of Miles Standish (по костюмам)
- 1924 — Багдадский вор / The Thief of Bagdad (по костюмам)
- 1924 — Дороти Вернон из Хэддон-Холла / Dorothy Vernon of Haddon Hall (по костюмам)
- 1925 — Дорога во вчерашний день / The Road to Yesterday (декоратор, по костюмам)
- 1926 — Волжский бурлак / The Volga Boatman
- 1927 — Царь царей / The King of Kings
- 1927 — Чикаго / Chicago
- 1929 — Безбожница / The Godless Girl
- 1929 — Укрощение строптивой (по костюмам)
- 1929 — Динамит / Dynamite
- 1930 — Мадам Сатана / Madam Satan
- 1931 — Муж индианки / The Squaw Man
- 1932 — Крёстное знамение / The Sign of the Cross (по костюмам)
- 1941 — Так хочет леди / The Lady Is Willing (по костюмам)
- 1942 — Возьми письмо, дорогая / Take a Letter, Darling (по костюмам)
- 1944 — Леди в ночи / Lady in the Dark (по костюмам)
- 1944 — Бухта пирата / Frenchman’s Creek (по костюмам)
- 1949 — Невеста мести / Bride of Vengeance (по костюмам)